# Loyolai Szent Ignác
Loyolai Ignác (szül. név.: Íñigo López de Oñaz y Loyola; baszk: Ignazio Loiolakoa; spanyol: Ignacio de Loyola) vagy katolikus nevén Loyolai Szent Ignác (Loyola, 1491., vsz. május 31. – Róma, 1556. július 31.), baszk származású spanyol katona, majd katolikus pap és teológus, a Jézus Társasága (jezsuita rend) alapítója. A lelki élettel kapcsolatos tapasztalatait a Lelkigyakorlatok című könyvében foglalta össze, amely a jezsuita, illetve a szentignáci lelkiség alapja lett.
Loyolai Ignácnak döntő szerepe volt a reformációt követő katolikus megújulás kibontakozásában. A jezsuiták nagy szerepet játszottak az ellenreformáció vezetésében.
1609-ben az egyháza boldoggá avatta, majd 1622-ban szentté. XI. Piusz pápa 1922-ben minden lelkigyakorlat védőszentjének nyilvánította.

## Kezdetek
A De Loyola nemesi család emberemlékezet óta Baszkföldön élt, Guipúzcoa tartományban. Nem ismeretes, hogy Szent Ignác pontosan melyik napon látta meg a napvilágot. A tizenkét testvér közül ő volt a legfiatalabb. A keresztneve Íñigo volt, ezt később (1537-ben), hogy latin hangzása legyen, Ignác-ra (Ignazio–Ignatius) változtatta, abban a tévedésben, hogy az Ignác az Íñigo megfelelője. Mint a baszk-navarrai Foix Germána aragóniai királyné apródja, s később mint fiatal tiszt, dicső jövőről álmodozott. Később maga is megvallotta, hogy örömét találta abban, hogy gyakorolja a fegyverforgatást, és azt a hiú vágyat melengette a szívében, hogy dicsőséget szerez. Amint későbbi bizalmasai utalnak rá, bátor volt „a játékban, a nők körüli forgolódásban, a verekedésben és a hadakozásban.”
1521. pünkösd vasárnapján a francia tüzérség Navarrában tűz alá vette Pamplona citadelláját, és ekkor Iñigo López de Loyola, a város védelméért harcoló baszk katona megsebesült, egy ágyúgolyó eltalálta a lábát. Ez az esemény Franciaország és a Habsburg-ház harcában alig számított valamit, de elég indítékul szolgált ahhoz, hogy Iñigo de López „a spanyol király szolgálatát fölcserélje Krisztusnak, az ég és föld Urának szolgálatával".

### Első hitélmények

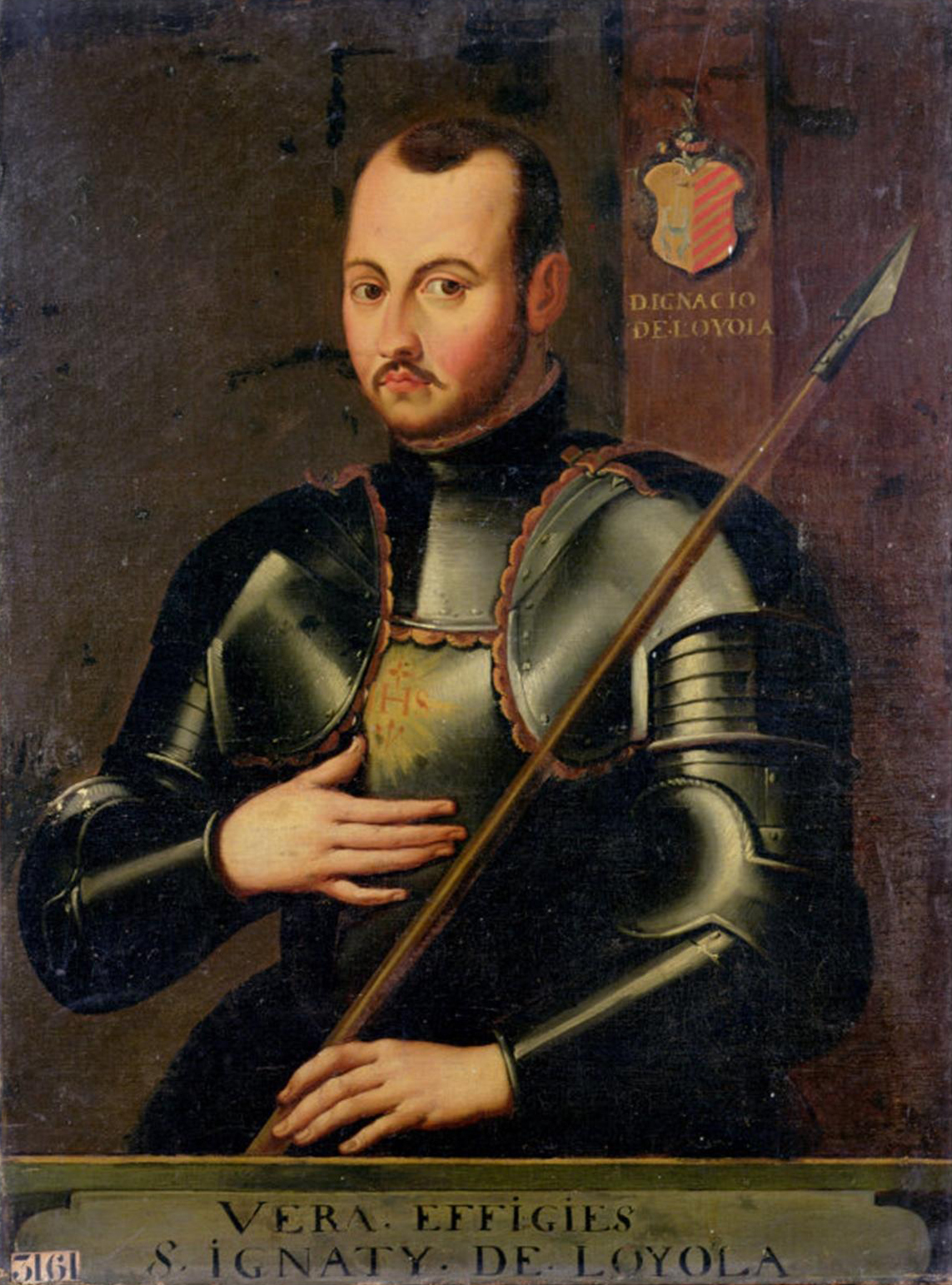
Loyolai Ignác katonai páncélban. A Jezsuita rend militáns felépítésű, élén a generális áll.

A sebesülés véget vetett a becsvágyó nemesember katonáskodásának. Az egyik lába, hiába tettek meg az orvosok mindent, rövidebb maradt a másiknál. Mivel hosszabb ideig kellett ágyban feküdnie, unalmában olvasnivalót kért, de csak Jézus élete volt kéznél egy karthauzi szerzőtől, Szászországi Ludolftól, és egy Szentek élete című legendárium. A sebesült „először kedvetlenül lapozgatta őket, de aztán egyre jobban elámult", s végül egészen e művek hatása alá került. Maga adott később számot erről a sorsfordulót jelentő új, nagy élményről: Amikor evilági gondolatokat forgatott magában, ezek nagy örömére voltak. De amint elfáradt, és elterelődött róluk a figyelme, kedvetlen lett, és úgy érezte, mintha teljesen kiszáradt volna. Hanem amikor arra gondolt, hogy mezítláb elzarándokol Jeruzsálembe, és vad salátaféléken fog élni, vagy egyéb önmegtagadásokat vállal, ahogy a szenteknél olvasta, akkor nemcsak addig talált vigaszt, míg ezeknél a gondolatoknál időzött, hanem később is megelégedett és vidám maradt, amikor már nem forogtak effélék a fejében. És megtanulta, mi a különbség a Sátán lelke és az Isten Lelke között. És ez volt az első elmélkedése az isteni dolgokról.
Az első hitélmények után azonban még hosszú volt az út, amíg Ignác világosan felismerte, „mit kér tőle az Isten". Amikor félig-meddig már felépült, először egy karthauzi kolostor magányára gondolt. Aztán – még mielőtt tisztába jött volna magával – elzarándokolt Miasszonyunkhoz, Arantzazuba és a Montserrat hegyre. Ez utóbbi közelében fekszik Manresa, ahol először csak rövid ideig akart maradni, de aztán majdnem egy egész esztendőt eltöltött. Ez egyrészt a vigasz ideje volt, másrészt pedig a már-már kétségekig fokozódó lelki gyötrődésé, illetőleg a misztikus átalakulásé. Ignác maga később így jellemezte ezt az időszakot: „Manrézában Isten úgy bánt velem, mint egy tanítómester a gyerekkel, és megsérteném Isten fölségét, ha kételkednék benne, hogy Isten így bánt velem.” Itt élte át élete legnagyobb kegyelmét, amelyről harminc esztendővel később így számolt be: „Miután ment egy darabot az úton, leült a Cardoner folyóval szemben. Ekkor kezdett a szeme megnyílni. Nem mintha valami arcot látott volna, hanem sok mindent felfogott és megértett, a lelki életet, a hitet és a teológiát illetően. Ezt olyan nagy világosság követte, ami mindent más fényben mutatott. Képtelenség részleteiben számot adni arról, amit akkor meglátott. Csak úgy lehet összefoglalni, hogy értelmében nagy világosság támadt. Ha egybeveszi azt a kegyelmi segítséget, amelyet több mint 62 éves koráig élete egész folyamán Istentől kapott, és ehhez hozzáadja, amit valaha is tudott, akkor se tartja ezt annyinak, mint amennyit ekkor egyetlen alkalommal kapott. Az élmény annyira hatott rá, hogy lelkében a fény nem aludt ki. És olyan volt neki, mintha más emberré vált volna.” Itt, Manrézában született a Lelkigyakorlatok című könyve, amely segítségére volt „a lelkek megkülönböztetésében és az emberek szolgálatában”.

### Útkeresés
Ignác először is a Szentföldre ment el, Rómán és Velencén át, koldusként. Az volt a szándéka, hogy ott marad, és hirdeti a „hitetleneknek” az Evangéliumot, de ez nem bizonyult keresztülvihetőnek. Mást kellett határoznia – ezt később visszatekintve így írta le: „Miután a zarándok felismerte, hogy nem az az Isten akarata, hogy hosszabb ideig Jeruzsálemben maradjon, állandóan azon töprengett, hogy mit kell tennie. Végül arra a meggyőződésre jutott, hogy egy ideig tanulmányokat kell folytatnia, ha segíteni akar a lelkeknek.” Ebből következően több mint tíz évet szentelt a tanulásnak, Barcelonában, Alcalában, Salamancában és Párizsban. A gyerekekkel be kellett ülnie az iskolapadba, hogy latinból az elemi ismereteket elsajátítsa; végül a Magister Artium fokozatig jutott el. Közben azonban az embereknek is nagy figyelmet szentelt: egyenként adta nekik a lelkigyakorlatokat, és ezzel segítette őket életük megváltoztatásában.
Ez a világi apostolkodás újszerűségénél fogva felkeltette a hivatalos egyházi körökben a gyanakvást. Igaz vallásosságát és azt a személyes lelki gondozást, amit folytatott, újra meg újra megvizsgálta az inkvizíció. Hosszú kihallgatásoknak vetették alá, s két ízben be is börtönözték. Minden alkalommal fölmentették. Mégis az a tény, hogy a vizsgálatot megismételték, arra vallott, hogy szembekerült a hagyományos formákkal és nézetekkel, vagyis, hogy újító az egyházban. Ám az egyházi tekintéllyel való összeütközései nem ingatták meg Ignácot abban a meggyőződésben, hogy helyes úton jár, de ugyanígy az egyházhoz való hűségét sem csorbították. Minden esetben ugyanazt a magatartást tanúsította: egyfelől alárendelte magát az egyházi hierarchiának, másfelől viszont arra is törekedett, hogy küldetéstudatának megfelelően védje jogait és jó hírét. Más szóval: az egyházi tekintéllyel szemben Ignác nem tanúsított felforgató magatartást, de megalkuvó sem volt soha.

## Rendalapítás

A jezsuita rend jelképe

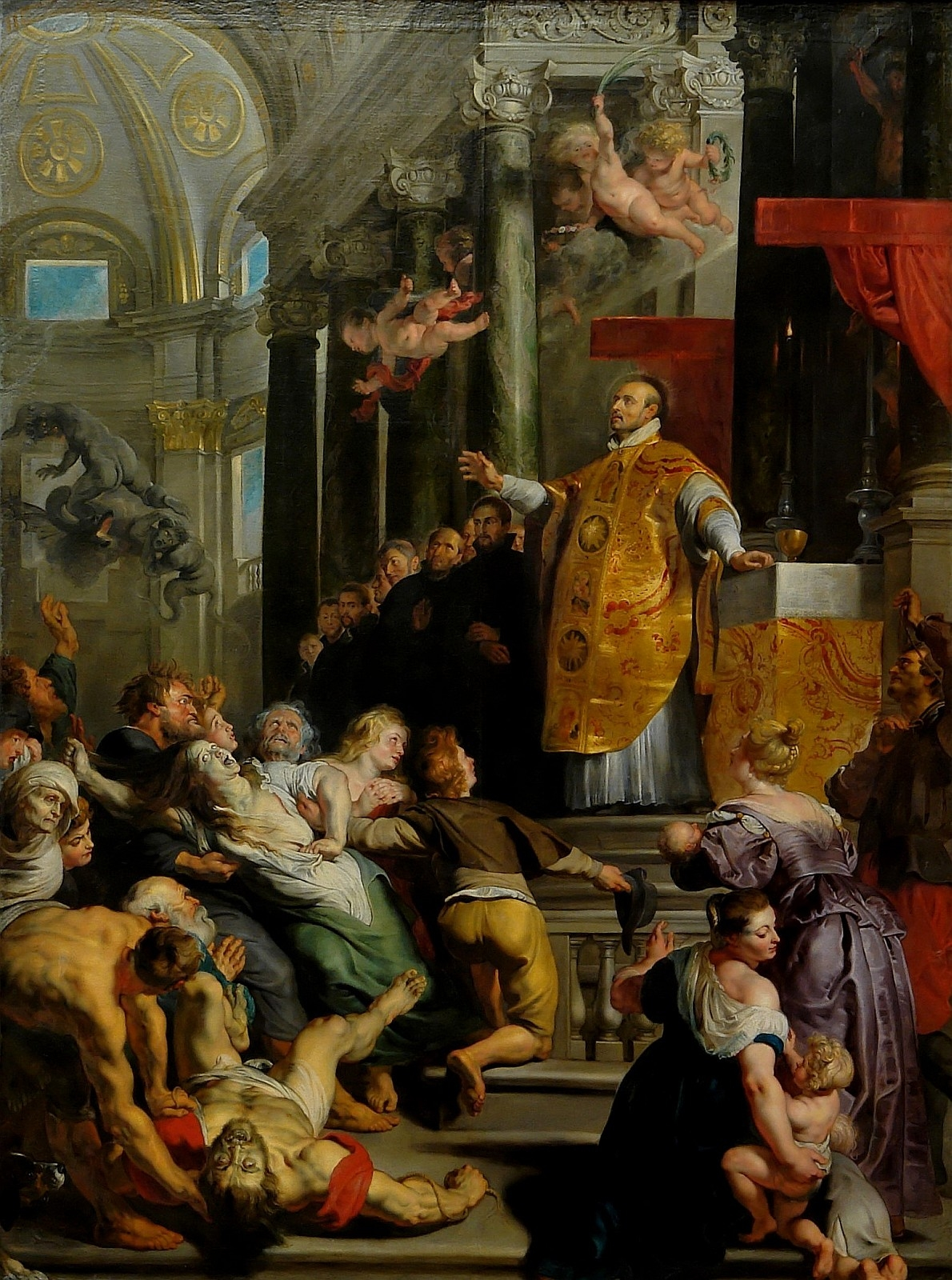
Peter Paul Rubens: Loyolai Szent Ignác

Már Barcelonában „fölébredt benne a vágy, hogy néhány embert közösségbe gyűjtsön, akikből aztán Jézus Krisztus harsonái lehettek volna”. De az első kísérletei nem jártak eredménnyel. Csak Párizsban sikerült neki közösséget összekovácsolnia az első társakból, név szerint: François Xavier (később Xavéri Szent Ferenc), Pierre Favre (Fáber Péter), Diego Laínez, Simon Rodrigues, Nicolas Bobadilla, Alfonso Salmerón. Mind elvégezték Ignácnál a lelkigyakorlatot, és arra a következtetésre jutottak, hogy – amint Laínez megfogalmazta – „teljesen szakítanak a világgal, és a szegénység és a kereszt útjára lépnek”. 1534. augusztus 15-én közös fogadalommal pecsételték meg szövetkezésüket, Párizsban, a mártírok kápolnájában: teljes szegénységben és szüzességben Istennek szolgálnak, segítenek a lelkeknek, és elmennek a Szentföldre; ha azonban egy éven belül nem sikerül oda eljutniuk, vagy ha nem maradhatnak tartósan Palesztinában, akkor Rómában a pápa szolgálatának ajánlják fel magukat, „hogy Krisztus a helytartója által mutassa meg nekik szolgálatának útját”.
Elhatározták, hogy véget vetnek Párizsban tanulmányaiknak, s 1537 tavaszán Velencében találkoznak, hogy innen induljanak a Szentföldre. Míg arra vártak, hogy ez az időpont elérkezzék, június 24-én Ignácot és társait pappá szentelték; de első szentmiséjét Ignác Betlehemben szerette volna bemutatni. Megtudták, hogy bár harmincnyolc esztendeje nem volt rá példa, abban az évben nem indult zarándoklat a Szentföldre, mert küszöbön állt a háború a törökökkel. Így a fogadalom második része lépett érvénybe: a pápa rendelkezésére állnak.
Róma felé tartva, az utolsó pihenőhelyen Ignác belépett La Storta (ma Róma része) félig-meddig düledező kis templomába, és itt újra látomásban volt része, amely szerint nem Jeruzsálem a cél, hanem Róma. Rómába érve társaival együtt felajánlotta szolgálatait III. Pál pápának, és az első szentmiséjét is itt mutatta be 1538 karácsonyán a Santa Maria Maggiore bazilikában, a Jászol oltáránál. Itt latolgatták jövőjüket a párizsi magiszterek, akiket a nép „zarándok papok”-nak, vagy „reform papok”-nak nevezett el. A hosszas tanácskozás után elhatározták, hogy közösségüket fenntartják, és szerzetesrenddé alakítják át, amelynek Jézus Társasága lesz a neve. 1540. szeptember 27-én elkészült a Regimini Militantis Ecclesiae című ünnepélyes dokumentum, amellyel III. Pál pápa jóváhagyta az új rend alapítását. Az első jezsuiták egyhangúlag Ignácot választották meg első generálisuknak (legfőbb rendi elöljáró), és „könnyes szemmel adtak hálát Istennek, amiért jóságában arra méltatta őket, hogy idáig vezesse őket, és amiért a különféle nemzetek fiait egyetlen testté forrasztotta össze, nekik pedig megengedte, hogy ezt a napot megérjék”. Tízévi munka után az alapító szilárd szervezeti keretet adott a Társaságnak a Konstitúcióval. „A Konstitúció megalkotása közben így járt el: minden nap misézett, és közben Isten elé terjesztette azt a pontot, amivel épp foglalkozott. Utána imádságba merülve gondolkodott rajta. És az imádságot is és a misét is mindig könnyek közt fejezte be.” Mindamellett a rendi szabályok létrehozásában szerepe volt a tapasztalatnak, a társaival való tanácskozásnak, más rendek története tanulmányozásának és az alapos megfontolásnak is.
Miközben Ignác az új szerzetesrend belső megszervezésén és kiépítésén fáradozott, a rendtagok száma meglepő mértékben növekedett. A Jézus Társasága csakhamar elterjedt egész Európában, és a jezsuiták Indiában és a Távol-Keleten is elkezdték az első missziós munkát. Rómában létrejöttek az első jezsuita kollégiumok, amelyek központjaivá váltak a reformációt követő katolikus megújulásnak. Ebben a Római Kollégium járt elöl, amely a Társaságon belül minden teológiai képzés mintájául szolgált, valamint a Római Német Kollégium, a későbbi és mindmáig működő Collegium Germanicum Hungaricum.
Ignác, bár folytonosan betegeskedett, fáradhatatlan volt. Egyszer maga is megállapította: „Harminc esztendő alatt akár esett, akár fújt, semmi nem tartott vissza attól, hogy az Isten szolgálatára tervbe vett munkát órára pontosan el ne kezdjem.”
Amikor Ignác 1556. július 31-én meghalt, titkára feljegyezte, hogy "úgy halt meg, mint bárki más". A Jézus Társaságának ekkor már kb. ezer tagja volt.
Ignácot 1622-ben avatták szentté, s ünnepét (halálának napját, július 31.) a következő évben felvették a római naptárba.

## Állásfoglalása a más vallásból áttértekről
A Loyolai Szent Ignác által alapított szerzetesrendnek volt egy olyan rendelete, amely szerint a jezsuiták felhagynak korábbi szokásukkal, és többé nem vesznek fel soraikba olyan keresztényeket, akik frissen tértek át az iszlámról, illetve a zsidó vallásról katolikusnak. Erre a rendeletre elsősorban politikai nyomás miatt volt szükség, főleg a spanyolországi helyzetet figyelembe véve, ahol a reconquista (718–1492) mámorában élő uralkodók nem nézték jó szemmel, hogy egykori „ellenségeik” a jezsuita renden keresztül befolyásos pozíciókba jutnak („királyok gyóntatói”, oktatási és egészségügyi intézmények, gyógyszertárak vezetői stb.). Ezen rendelet miatt a jezsuitákat, illetve a szerzetesrend alapítóját, gyakran eleve antiszemitának bélyegezték.
A zsidókat és mórokat diszkrimináló belső rendi szabályzatukat a jezsuiták a legutóbbi és leghevesebb zsidóüldözések idején, 1943-ban változtatták meg, majd 1946-ban nyilvánosan eltörölték. A jezsuita rend nem vezet semmiféle statisztikát a rend tagjainak származásáról, de papi pályára, illetve szerzetesrendbe az általános katolikus gyakorlatnak megfelelően csak azok léphetnek, akik tagjai a katolikus egyháznak, illetve, ha megtértek (konvertiták), legalább három éve aktívan gyakorolják vallásukat.
Loyolai Szent Ignác rendjének újkori hozzáállását a zsidósághoz talán jól szimbolizálja Israel Zoller, Róma város volt főrabbija, aki megkeresztelkedett, és miután (1948-ban) száműzték a zsidó közösségből, civilként katedrát és rendszeres fizetést kapott a jezsuita Szent Gergely (Gregoriana) Egyetemen.

## Kultusza
1609-ben V. Pál pápa boldoggá avatta, majd 1622-ben XV. Gergely Xavéri Ferenccel együtt szentté avatta.
Rendszerint zsákruhában vagy miseruhában ábrázolják.

## Megjelenése a kultúrában
Az 1984-ben bemutatott Legyetek jók, ha tudtok című filmben Philippe Leroy alakítja.
2016-ban mutatták be az Ignác (Ignacio de Loyola) című Fülöp-szigeteki filmet, amelyet Paolo Dy rendezett.
2018-ban a Pozsgai Zsolt által rendezett Megszállottak című film egy fiktív találkozás történetét meséli el, amelyben Loyolai Ignác Kálvin Jánossal keveredik hitvitába. A több nemzetközi díjat is elnyerő filmben, melyben a két fő karakter nagyban eltér a történelmi hűségtől,  Loyolai Szent Ignácot Lux Ádám keltette életre.

## Művek
- Lojolai Szent Ignác lelkigyakorlatai a kat. hívek használatára; Schmid Antal német eredetije nyomán feldolg. Tamás János; Jézus Szíve Népleányai Társaság, Bp., 1922
- Loyolai Szent Ignác Lelkigyakorlatai; ford., bev., jegyz. Vukov János; Korda, Bp., 1931
- Loyolai Szent Ignác visszaemlékezései; ford. Gyenis András; Jézus Társasága, Bp., 1934 (Publicationes ad historiam Soc. Jesu in Hungaria illustrandam Lucubrationes)
- Loyolai Szent Ignác lelkigyakorlatos könyve; ford., bev., jegyz. Hitter József; Korda, Bp., 1940
- Loyolai Szent Ignác lelki följegyzései. A rendalkotmány készítése idejéből (1544. febr. 2.–1545. febr. 27.); ford. M. S.; Jézus Társasága Magyar Rendtartománya, s.l., 1977
- Loyolai Szent Ignác lelkigyakorlatos könyve; Hitter József ford. átdolg., szerk. Bálint József et al.; Szt. István Társulat, Bp., 1986 (A lelki élet mesterei)
- Loyolai Szent Ignác írásaiból; összeáll. Szabó Ferenc; s.n., Róma, 1990
- Lelkigyakorlatok; ford. Hitter József, életrajz Hugo Rahner, tan. Szabó Ferenc, kommentár Hevenesi János; Jézus Társasága Magyarországi Rendtartománya, Bp., 1994
- A zarándok. Loyolai Szent Ignác visszaemlékezései; ford. Lukács János; Vigilia, Bp., 2001 (Sapientia könyvek)
- Levelek; ford. Koronkai Zoltán, bev. Szabó Ferenc; JTMR–Efo, Bp., 2004 (Anima una-könyvek)
- Ignáci szikrák; ford. Laczkó Zsuzsa, Kondákor Szabolcs, Arany János; ILK–Korda, Bp.–Kecskemét, 2009
- Lelkigyakorlatok. Magyar fordítás 1663-ból; sajtó alá rend., bev. Nagy Anna; PPKE BTK, Piliscsaba, 2013 (Pázmány irodalmi műhely. Lelkiségtörténeti források)
- A zarándok. Önéletrajzi visszaemlékezések / Napló. Lelki feljegyzések; bev., jegyz. Bartók Tibor, ford. Lukács János, Kardos Klára; Jezsuita, Bp., 2015 (Jezsuita könyvek. Jezsuita füzetek. Források)